# Segunda Categoría del Guayas
El Campeonato Provincial de la Segunda Categoría del Guayas es un torneo oficial de fútbol de ascenso en la provincia del Guayas. Es uno de los torneos provinciales más antiguos en Ecuador. Es organizado anualmente por la Asociación de Fútbol del Guayas. Los cuatro mejores clubes (campeón, subcampeón, tercer lugar y cuarto lugar) clasifican al torneo de Ascenso Nacional por el ascenso a la Serie B, además el campeón provincial clasificará a la primera fase de la Copa Ecuador.

## Estructura de ascenso
Anualmente varios equipos de la provincia se inscriben en la Asociación de Fútbol del Guayas para poder participar en el torneo. Año a año difiere el sistema de campeonato en esta competición. Tras terminar el campeonato, se define al campeón y subcampeón provincial, quienes obtienen un cupo para disputar el Campeonato Nacional de Segunda Categoría. Este campeonato de ascenso nacional se divide en grupos dependiendo de la ubicación de cada provincia, llamados zonales. Los representantes del Guayas compiten frente a clubes de otras provincias y clasificar a la siguiente fase. Al finalizar el torneo nacional de Segunda Categoría se designa cuales serán los clasificados a la Serie B en el próximo año.

### Sistema de campeonato actual
Para la temporada 2023, el torneo provincial guayasense tiene inscrito a 27 clubes que disputarán seis o siete cupos para las zonales de ascenso. El torneo se compone de tres etapas. La primera etapa consistirá en cuatro grupos, tres de siete equipos cada uno y uno de seis equipos, de los cuales se jugarán partidos de ida. Al finalizar la primera etapa, los equipos que hayan terminado en los cuatro primeros lugares de cada grupo clasificarán a la segunda etapa.

## Palmarés
| Temporada | Campeón                    | Subcampeón                 |
| --------- | -------------------------- | -------------------------- |
| 1967      | Everest (1)                | Estudiantes del Guayas (1) |
| 1968      | Patria (1)                 | Norte América (1)          |
| 1969      | 9 de Octubre (1)           | Español (1)                |
| 1970      | Norte América (1)          | Guayaquil Sport (1)        |
| 1971      | Guayaquil Sport (1)        | U. D. Valdez (1)           |
| 1972      | Everest (2)                | Liga de Guayaquil (1)      |
| 1973      | Everest (3)                | Patria (1)                 |
| 1974      | Luq San (1)                | Guayaquil Sport (2)        |
| 1975      | Patria (2)                 | Everest (1)                |
| 1976      | Everest (4)                | Norte América (2)          |
| 1977      | Milagro S. C. (1)          | Norte América (3)          |
| 1978      | L. D. Estudiantil (1)      | Guayaquil Sport (3)        |
| 1979      | Luq San (1)                | Panamá (1)                 |
| 1980      | Liga de Guayaquil (1)      | Milagro S. C. (1)          |
| 1981      | L. D. Estudiantil (2)      | Patria (2)                 |
| 1982      | Milagro S. C. (2)          | Patria (3)                 |
| 1983      | Filanbanco (1)             | Milagro S. C. (2)          |
| 1984      | Everest (5)                | Filancard (1)              |
| 1985      | Estudiantes del Guayas (1) | Everest (2)                |
| 1986      | Calvi (1)                  | L. D. Estudiantil (1)      |
| 1987      | Norte América (2)          | Calvi (1)                  |
| 1988      | Filancard (1)              | Calvi (2)                  |
| 1989      | Norte América (3)          | L. D. Estudiantil (2)      |
| 1990      | Norte América (4)          | L. D. Estudiantil (3)      |
| 1991      | Panamá (1)                 | 9 de Octubre (1)           |
| 1992      | 9 de Octubre (2)           | Panamá (2)                 |
| 1993      | Panamá (2)                 | Norte América (4)          |
| 1994      | A. D. Naval (1)            | ?                          |
| 1995      | Ferroviarios (1)           | Filancard (2)              |
| 1996      | Everest (6)                | Rocafuerte F. C. (1)       |
| 1997      | Rocafuerte F. C. (1)       | A. D. Naval (1)            |
| 1998      | Everest (7)                | 9 de Octubre (2)           |
| 1999      | Rocafuerte F. C. (2)       | ?                          |
| 2000      | A. D. Naval (2)            | Everest (3)                |
| 2001      | Panamá (3)                 | 9 de Octubre (3)           |
| 2002      | Panamá (4)                 | 9 de Octubre (4)           |
| 2003      | Panamá (5)                 | 9 de Octubre (5)           |
| 2004      | Panamá (6)                 | Atlético Daule (1)         |
| 2005      | Fedeguayas (1)             | Atlético Guayaquil (1)     |
| 2006      | Patria (3)                 | Fedeguayas (1)             |
| 2007      | Panamá (7)                 | Academia Alfaro Moreno (1) |
| 2008      | River Ecuador (1)          | Rocafuerte F. C. (2)       |
| 2009      | River Ecuador (2)          | Panamá (3)                 |
| 2010      | Calvi (4)                  | Paladín "S" (1)            |
| 2011      | Ferroviarios (2)           | Norte América (5)          |
| 2012      | Academia Alfaro Moreno (1) | Estudiantes del Guayas (2) |
| 2013      | Academia Alfaro Moreno (2) | Patria (4)                 |
| 2014      | Academia Alfaro Moreno (3) | Rocafuerte F. C. (3)       |
| 2015      | Norte América (5)          | Guayaquil Sport (4)        |
| 2016      | Toreros F. C. (4)          | Guayaquil Sport (5)        |
| 2017      | Patria (4)                 | Rocafuerte F. C. (4)       |
| 2018      | Toreros F. C. (5)          | Guayaquil Sport (6)        |
| 2019      | 9 de Octubre (3)           | Patria (5)                 |
| 2020      | Everest (8)                | Guayaquil Sport (7)        |
| 2021      | Atlético Samborondón (1)   | Toreros F. C. (2)          |
| 2022      | Atlético Samborondón (2)   | Filanbanco (1)             |
| 2023      | Naranja Mekánica (1)       | Astillero (1)              |
| 2024      | Patria (5)                 | Everest (4)                |
| 2025      | Por definir                | Por definir                |

## Estadísticas por equipo

### Campeonatos
| Equipo                 | Títulos | Subtítulos | Temporadas campeón                              | Temporadas subcampeón                     |
| ---------------------- | ------- | ---------- | ----------------------------------------------- | ----------------------------------------- |
| Everest                | 8       | 4          | 1967, 1972, 1973, 1976, 1984, 1996, 1998, 2020. | 1975, 1985, 2000, 2024.                   |
| Panamá                 | 7       | 3          | 1991, 1993, 2001, 2002, 2003, 2004, 2007.       | 1979, 1992, 2009.                         |
| Norte América          | 5       | 5          | 1970, 1987, 1989, 1990, 2015.                   | 1968, 1976, 1977, 1993, 2011.             |
| Patria                 | 5       | 5          | 1968, 1975, 2006, 2017, 2024.                   | 1973, 1981, 1982, 2013, 2019.             |
| Toreros F. C.          | 5       | 2          | 2012, 2013, 2014, 2016, 2018.                   | 2007, 2021.                               |
| 9 de Octubre           | 3       | 5          | 1969, 1992, 2019.                               | 1991, 1998, 2001, 2002, 2003.             |
| Rocafuerte F. C.       | 2       | 4          | 1997, 1999.                                     | 1996, 2008, 2014, 2017.                   |
| L. D. Estudiantil      | 2       | 3          | 1978, 1981.                                     | 1986, 1989, 1990.                         |
| Calvi F. C.            | 2       | 2          | 1986, 2010.                                     | 1987, 1988.                               |
| Milagro S. C.          | 2       | 2          | 1977, 1982.                                     | 1980, 1983.                               |
| A. D. Naval            | 2       | 1          | 1994, 2000.                                     | 1997.                                     |
| Atlético Samborondón   | 2       | 0          | 2021, 2022.                                     |                                           |
| Luq San                | 2       | 0          | 1974, 1979.                                     |                                           |
| Ferroviarios           | 2       | 0          | 1995, 2011.                                     |                                           |
| River Ecuador          | 2       | 0          | 2008, 2009.                                     |                                           |
| Guayaquil Sport        | 1       | 7          | 1971.                                           | 1970, 1974, 1978, 2015, 2016, 2018, 2020. |
| Estudiantes del Guayas | 1       | 2          | 1985.                                           | 1967, 2012.                               |
| Filancard              | 1       | 2          | 1988.                                           | 1984, 1995.                               |
| Fedeguayas             | 1       | 1          | 2005.                                           | 2006.                                     |
| Filanbanco             | 1       | 1          | 1983.                                           | 2022.                                     |
| Liga de Guayaquil      | 1       | 1          | 1980.                                           | 1972.                                     |
| Naranja Mekánica       | 1       | 0          | 2023.                                           |                                           |
| Astillero              | 0       | 1          |                                                 | 2023.                                     |
| Atlético Guayaquil     | 0       | 1          |                                                 | 2005.                                     |
| Atlético Daule         | 0       | 1          |                                                 | 2004.                                     |
| Paladín "S"            | 0       | 1          |                                                 | 2010.                                     |
| U. D. Valdez           | 0       | 1          |                                                 | 1971.                                     |
| Español                | 0       | 1          |                                                 | 1969.                                     |

### Estadísticas por Cantón
| Cantón      |    | Títulos |    | Subtítulos |  |
| ----------- | -- | --- | -- | --- |  |
| Guayaquil   | 47 | Everest (8) Panamá (7) Norte América (5) Toreros F. C. (5) 9 de Octubre (3) A. D. Naval (2) Calvi F. C. (2) L. D. Estudiantil (2) Luq San (2) River Ecuador (2) Rocafuerte F. C. (2) Estudiantes del Guayas (1) Fedeguayas (1) Filanbanco (1) Filancard (1) Guayaquil Sport (1) Liga de Guayaquil (1) Naranja Mekánica (1) | 46 | Guayaquil Sport (7) 9 de Octubre (5) Norte América (5) Everest (4) Rocafuerte F. C. (4) L. D. Estudiantil (3) Panamá (3) Calvi F. C. (2) Estudiantes del Guayas (2) Filancard (2) Toreros F. C. (2) A. D. Naval (1) Astillero (1) Atlético Guayaquil (1) Español (1) Fedeguayas (1) Filanbanco (1) Liga de Guayaquil (1) |  |
| Samborondón | 7  | Patria (5) Atlético Samborondón (2) | 5  | Patria (5) |  |
| Milagro     | 2  | Milagro S. C. (2) | 3  | Milagro S. C. (2) U. D. Valdez (1) |  |
| Durán       | 2  | Ferroviarios (2) | 1  | Paladín "S" (1) |  |
| Daule       |    | | 1  | Atlético Daule (1) |  |